# Link Tour

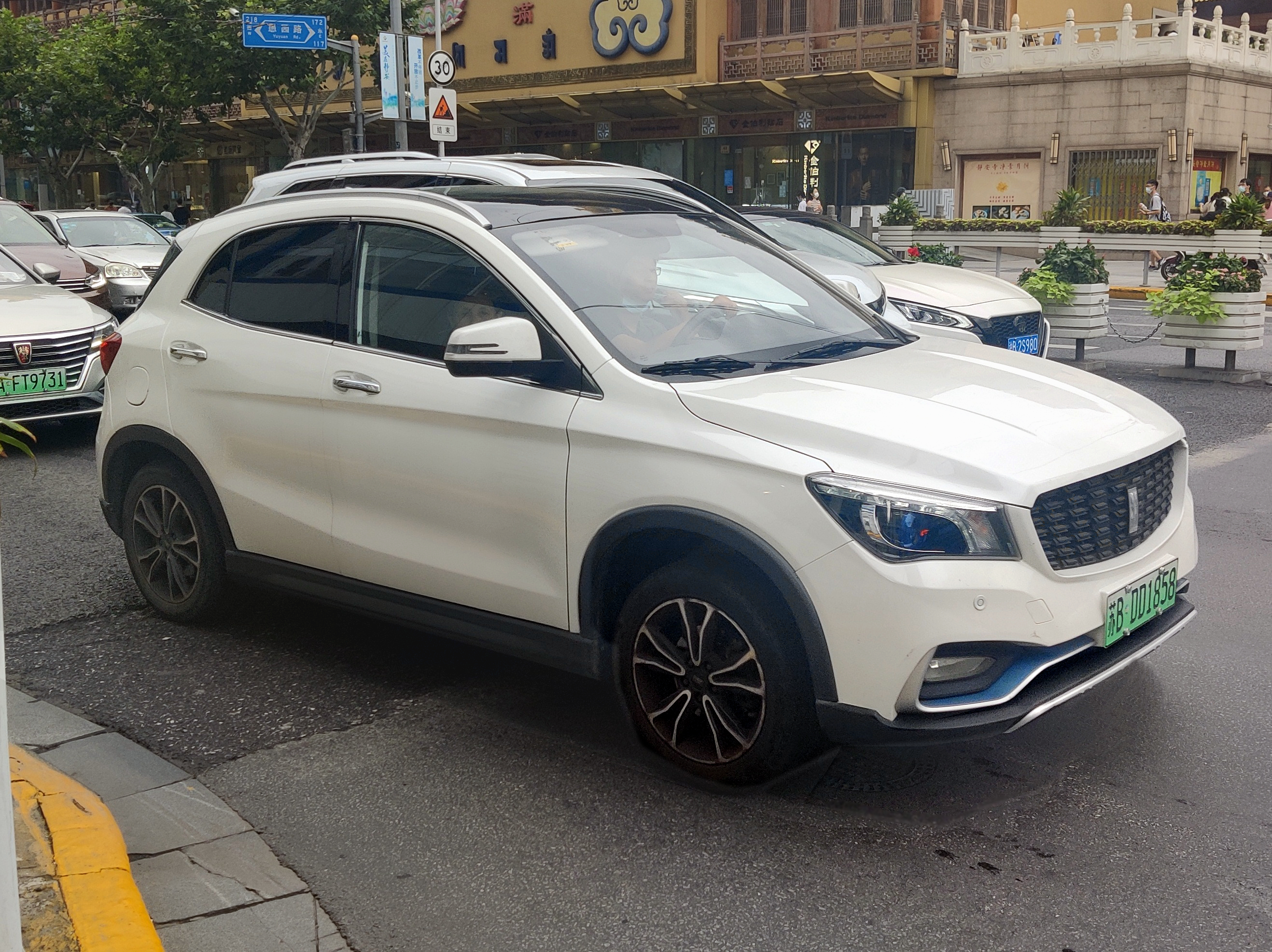
Link Tour K-One

Link Tour ist eine Automarke aus der Volksrepublik China.

## Markengeschichte
Link Tour Holdings, ein Gemeinschaftsunternehmen von Lingtu Automobile und Great Wall Motor, verwendete diese Marke von 2018 bis 2019. Der Absatz blieb gering. Die Produktion wurde eingestellt und das Unternehmen aufgelöst.
Lingtu Automobile nutzte den Markennamen ab 2023 für die Präsentation neuer Modelle. Eine Markteinführung war zunächst nicht überliefert. Seit November 2024 sind wieder Fahrzeuge dieser Marke erhältlich. 2024 wurden 308 Fahrzeuge in China verkauft.

## Fahrzeuge
Zwischen 2018 und 2019 war der K-One erhältlich. Weitere angekündigte Modelle wie BX100, C3, C5 und S5 City Edition sollten 2019 eingeführt werden, kamen aber nicht mehr auf den Markt.
Im Juli 2023 wurde berichtet, dass ein neues Elektromodell unter dem Namen Colorful bzw. Binfen erscheinen sollte, das weitgehend dem BAW Jiabao von Beijing Automobile Works entspreche. Das Fahrzeug sei 3532 mm lang, 1498 mm breit und 1605 mm hoch. Der Radstand betrage 2275 mm.
Anfang 2025 wurde dieses Modell als Befine auf der Internetseite der Marke gezeigt. Die Abmessungen sind identisch.
Seit November 2024 werden die Vans E-M8 und M8 verkauft. Ersteres hat einen Elektromotor mit 90 kW Leistung. Das Fahrzeug ist 524 cm lang, 187 cm breit und 195 cm hoch. Das zweite hat einen Vierzylindermotor mit 1962 cm³ Hubraum und 106 kW Leistung. Die Abmessungen sind die gleichen wie beim BAW M7.
Außerdem wurde Anfang 2025 das Modell F10 auf der Internetseite der Marke präsentiert.